# Oeuvre van Wolfgang Amadeus Mozart

De kleine Mozart in 1763, anoniem schilderij.

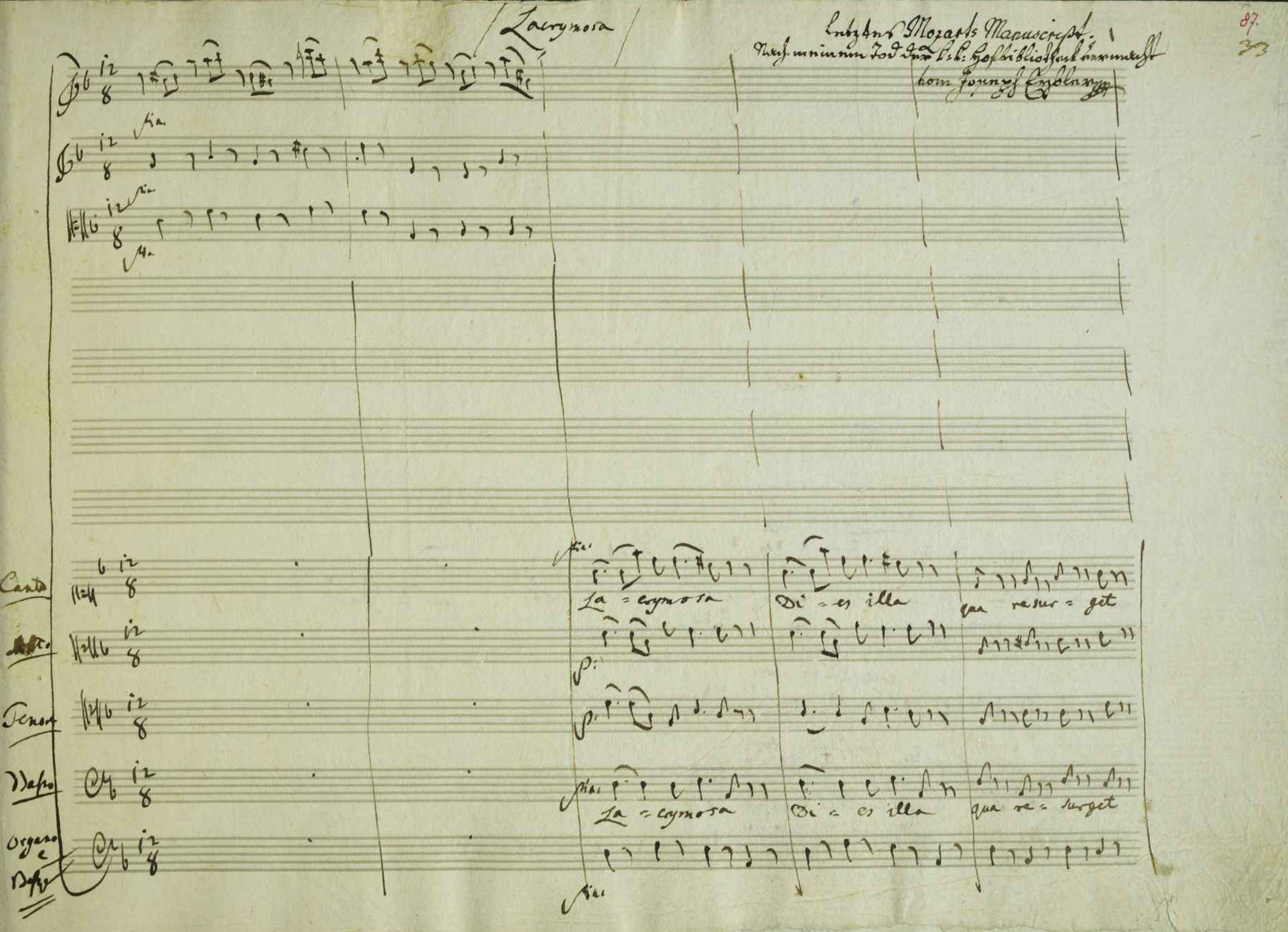
Opening van het Lacrymosa, onderdeel van het Requiem, KV 626.

Dit artikel geeft een overzicht van het oeuvre van Wolfgang Amadeus Mozart (1756-1791).
1. Missen en Requiem
2. Litanieën en vespers
3. Kleinere religieuze werken
4. Oratoria, religieuze 'Singspiele' en cantates
5. Lijst van opera's en Singspiele
6. Toneelmuziek, pantomines en balletten
7. Scènes, aria's en koren met orkest
8. Liederen met klavier, mandoline of orgel
9. Meerstemmige zang
10. Canons
11. Symfonieën
12. Cassationen, serenades, divertimenti en losse stukken voor strijk- en blaasinstrumenten
13. 1. Marsen voor orkest
  2. Dansen voor orkest (of voor klavier)
14. Concerten voor één of meer solo-instrumenten en orkest (zonder de klavierconcerten)
15. Concerten voor één of meer klavierinstrumenten en orkest
16. Kerksonates
17. Divertimenti, serenades en losse stukken voor alleen blaasinstrumenten
18. Divertimenti en losse stukken voor alleen strijkinstrumenten
19. Strijkkwintetten en kwintetten met blaasinstrumenten
20. Strijkkwartetten en kwartetten met blaasinstrumenten
21. Trio's en duo's voor strijk- en blaasinstrumenten
22. Kwintetten, kwartetten en trio's met klavier en met glasharmonica
23. Sonates en variaties voor klavier en viool (of fluit, of cello)
24. Werken voor twee klavieren en voor klavier quatre mains
25. Sonates, fantasieën en rondo's voor klavier
26. Variaties voor klavier
27. Losse stukken voor klavier en glasharmonica en walsen voor orgel
28. Diverse werken